# Paleobiogeografia
O estudo da paleobiogeografia é a combinação dos conceitos de paleontologia (estudo dos fósseis) e biogeografia (distribuição dos organismos no espaço). No qual a partir de evidências paleontológicas e estudos biogeográficos, busca explicar como os organismos exclusivamente fósseis estão distribuídos no espaço e no tempo. Além disso, essa área de estudo baseia-se em como as características geológicas influenciam na determinação do porquê determinado organismo está localizado em uma região, e não em outra.

## Importância
A paleobiogeografia esclarece os fatores históricos subjacentes que foram importantes para a presença de determinas espécies em locais específicos do planeta. Com isso, é possível analisar a diversificação das formas de vida ao longo do tempo. A importância dessa área torna-se evidente ao possibilitar a contextualização desses registros no âmbito de processos evolutivos, mudanças climáticas e/ou eventos geológicos, sendo capaz de compreender os eventos que levaram espécies a extinção. Ademais, a paleobiogeografia é uma ferramenta relevante na teoria da deriva continental, pois contribui para a compreensão da evolução da Terra e dos processos geológicos que aconteceram durante os anos.

## Métodos da paleobiogeografia
A paleobiogeografia integra a combinação de conceitos da paleontologia, biologia e geografia para explicar como as mudanças ambientais e as migrações das espécies influenciaram na distribuição da vida no passado. Um aspecto central deste campo é a identificação de áreas onde diferentes grupos de organismos não se relacionados compartilham a mesma distribuição geográfica, conhecidas como centro de endemismo. Isso permite aos pesquisadores a realização de testes e o desenvolvimento de teorias sobre como e por que padrões de espécies se formaram e estão localizados em determinado local. O estudo paleobiogeográfico também conta com o auxílio da Pan-Biogeografia, que emprega a elaboração de matrizes geográfica e gráficos para examinar padrões de distribuição de espécies em diferentes regiões. Essa abordagem permite interligar localizações e espécies que apresentam distâncias mínimas entre si, oferecendo dados sobre processos históricos que modificaram a biodiversidade ao longo do tempo. Além disso, a paleobiogeografia considera diversos fatores para determinar os padrões de distribuição geográfica dos seres vivos, incluindo as mudanças climáticas, tectônica de placas, deriva continental, curso das correntes marinhas e demais eventos que possam ter interferido na descoberta de tal fóssil.

## Usos da paleobiogeografia
A aplicação de todos esses métodos tem como resultado informações necessárias para compreender como algumas linhagens se adaptaram conforme o que conhecemos da província geográfica que ela habitava. Entender a distribuição e redistribuição de espécies pode estar intimamente relacionado com as mudanças no ambiente, que se locomovem em busca de melhor recursos e condições ambientais para viver. Assim também ocorre com as adaptações dos seres, que acontece de forma mais lenta, conseguindo acompanhar as mudanças ambientais e assim se estabelecendo sem a necessidade de se dispersarem. 